# Limuri
Il Limuri (in russo Лимури?) è un fiume dell'Estremo Oriente russo, affluente di sinistra dell'Amur. Scorre nell'Ul'čskij rajon del Territorio di Chabarovsk. 
Il fiume pur con un corso tortuoso scorre in direzione prevalentemente orientale e, nel basso corso, parallelamente all'Amur. La lunghezza del fiume è di 168 km, l'area del bacino è di 3 710 km². Sfocia nell'Amur attraverso il canale Cholan a 328 km dalla foce.